# Aschenbecher

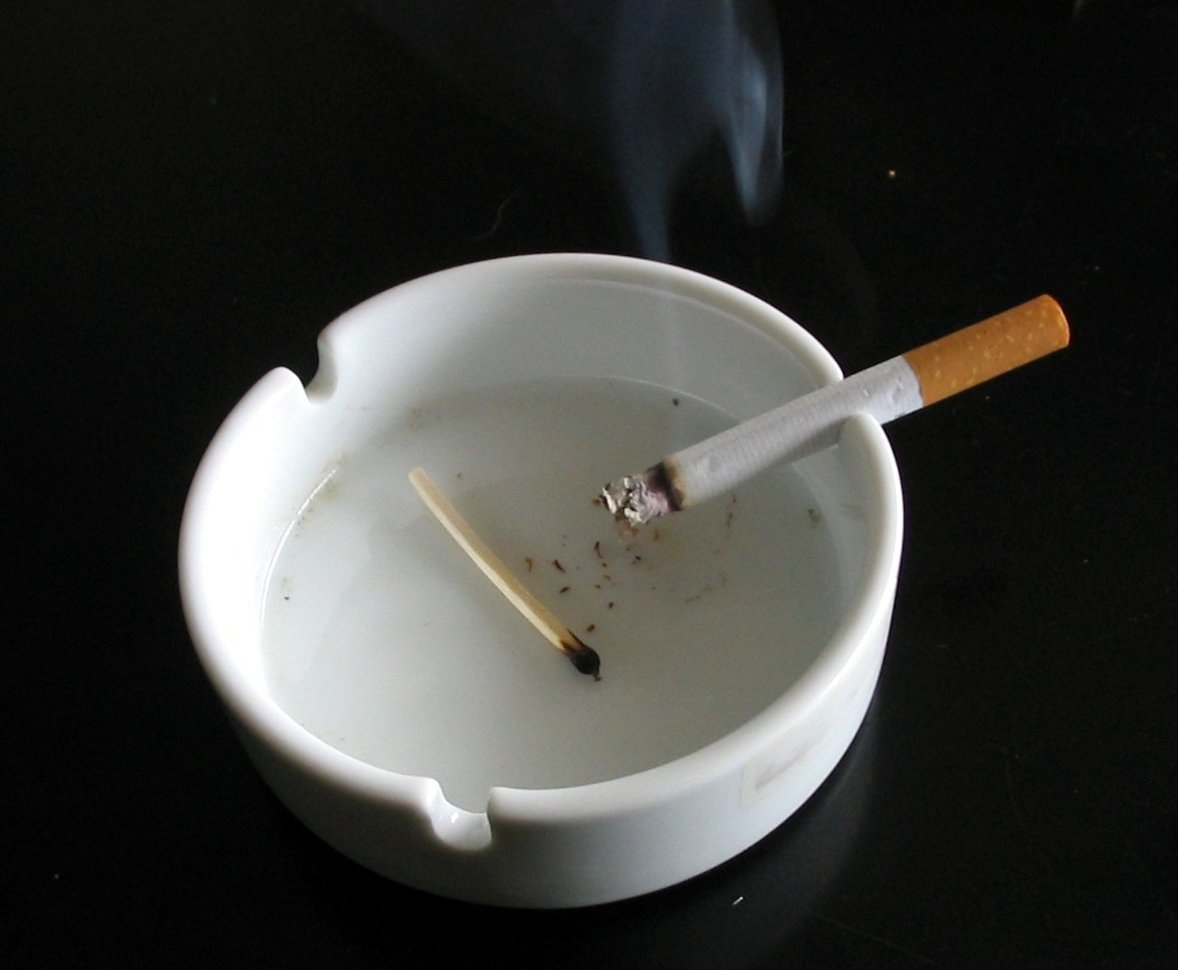
Aschenbecher mit Zigarette und Streichholz

Ein Aschenbecher (auch Aschbecher oder kurz Ascher) dient als vorübergehendes Behältnis für Asche und Stummel von Zigaretten und Zigarren. Einige Aschenbecher weisen am Rand Vertiefungen zur Ablage der Rauchwaren auf.

## Modelle

### Einfache Tischaschenbecher
Einfache Tischaschenbecher sind etwa handgroß und haben die Form einer flachen Schale, teils kreisförmig mit gleichmäßigem Rand. Der Rand ist oftmals mit Einsenkungen versehen, in die man die Rauchwaren ablegen kann. Teils befindet sich in der Mitte des Aschenbechers eine Erhebung. Sie verhindert beim Ausdrücken der Zigarette den Kontakt der im Aschenbecher schon befindlichen Asche- und Zigarettenreste mit der Hand.

### Schleuder-Aschenbecher

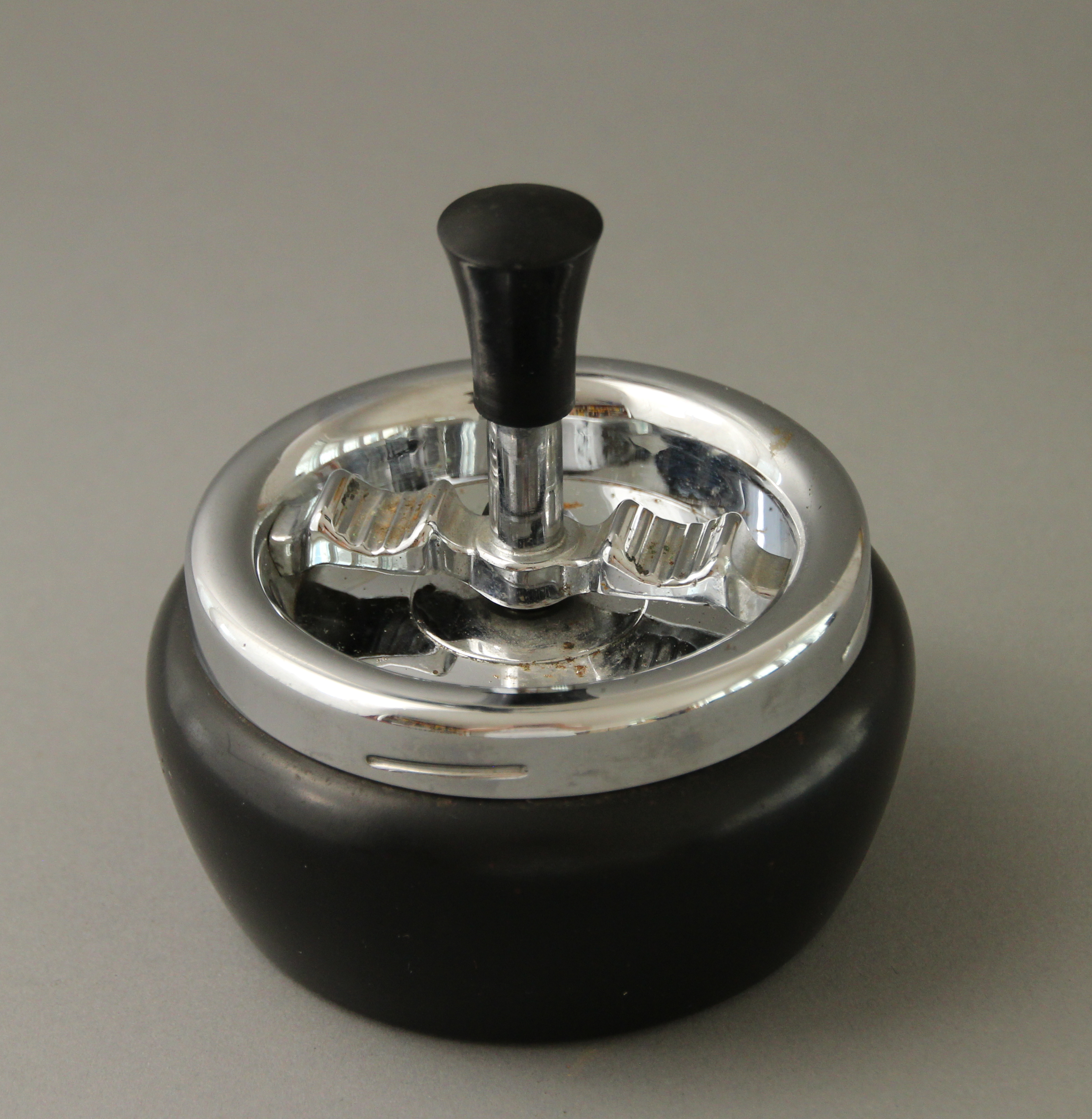
Schleuderaschenbecher

Ein Schleuder-Aschenbecher besteht aus einem zylindrischen Behältnis, das mit einem Schraubdeckel verschlossen wird. Die Zigarette wird hier nicht am Boden des Aschenbechers ausgedrückt, sondern in der Vertiefung im Schraubdeckel. Diese ist eine runde Scheibe, die in der Mitte an einer Spirale gelagert befestigt ist. Die Spirale ist an einem Gewindering befestigt und wird mit Hilfe einer Feder nach oben gedrückt. Am oberen Ende der Spirale befindet sich ein gelagerter Griff. Drückt man die Spirale nach unten, senkt sich die Scheibe in das Behältnis ab und beginnt zu rotieren. Durch die Absenkung zeitgleich mit der Rotation wird die Asche und ggf. der Zigarettenstummel in das Aschebehältnis geschleudert (Zentrifugalkraft). Danach hebt sich die runde Scheibe wieder, und das Aschebehältnis ist relativ geruchtsdicht verschlossen. Dieses Prinzip wurde von der Schwäbisch Gmünder Firma Erhard & Söhne wesentlich verbessert und patentiert.

### Aschenbecher in Fahr- und Flugzeugen

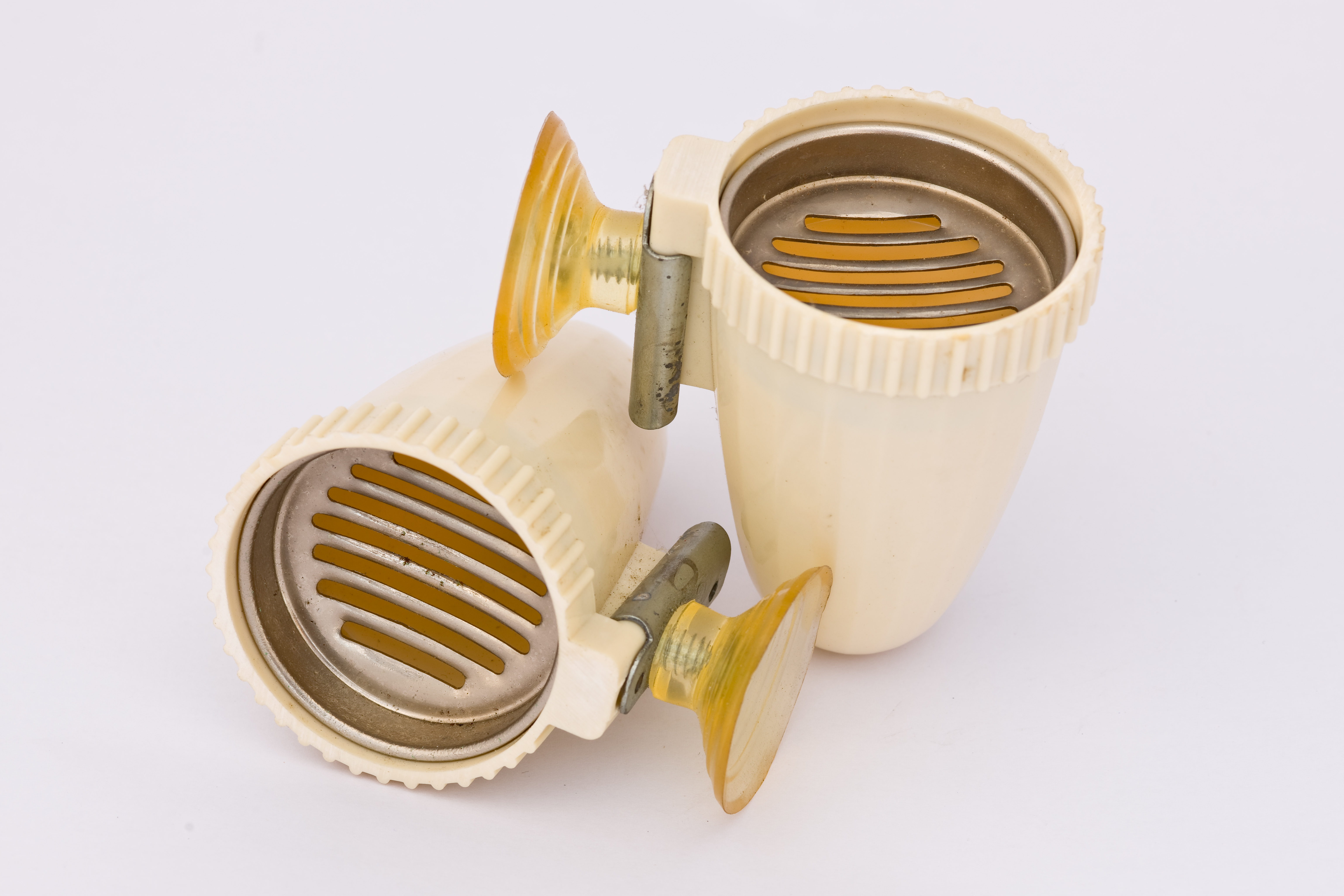
Aschenbecher für die Seitenscheibe des VW Käfer

Ab Mitte der 1920er-Jahre zeigen zeitgenössische Fotos erstmals Aschenbecher in den Fonds damaliger Limousinen, zunächst als zusätzlich montierte Behälter. Später wurden sie – neben einem Zigarrenanzünder – direkt ins Armaturenbrett integriert. Ab den 1950er-Jahren kamen in PKW auch weitere Aschenbecher in den hinteren Türen hinzu. Die Behälter waren in der Regel mit einer Klappe versehen und konnten für die Entleerung und Reinigung aus dem Fahrzeug entnommen werden. Der im Oktober 2003 erschienene VW Golf V hatte erstmals keine Aschenbecher mehr als Serienausstattung, sondern musste auf Wunsch als Sonderausstattung („Raucherpaket“) kostenpflichtig dazubestellt werden.
Das Rauchen in Flugzeugen wurde durch Gesetze in den USA und der EU zwischen den 1980ern und den frühen 2000er-Jahren einerseits durch Gesetze, andererseits durch Regeln der Fluggesellschaften schrittweise und weitestgehend verboten. In Deutschland ist dies spätestens seit September 2007 durch das BNichtrSchuG reguliert (siehe auch Rauchverbot#Geschichte). Dennoch finden sich bis heute Aschenbecher auf den Toiletten von Flugzeugen, da sowohl die Europäische Agentur für Flugsicherheit als auch die Federal Aviation Administration festlegen, dass auch eine unerlaubt angezündete Zigarette gefahrenlos entsorgt werden kann.

### Aschenbecher im öffentlichen Raum
Die Gegebenheit von rauchenden Passanten in öffentlichen Räumen, Wegen und Zonen, z. B. an Verkehrsampeln oder in Fußgängerzonen und Plätzen, veranlasst viele Kommunalverwaltungen, ihre Innenstädte im Rahmen eines ganzheitlichen Innenstadt-Reinigungskonzeptes mit fest montierten und leicht zu reinigenden sowie schnell zu leerenden Aschenbechern, z. B. an Laternen oder Ampeln, auszustatten. Bekannt sind ebenfalls „Aschenbecher-To-Go“, die von Gemeinden kostenlos abgegeben werden. Sie sollen den rauchenden Bürger veranlassen, Zigarettenreste nicht in Grünanlagen zu entsorgen, sondern z. B. in verschraubbaren Röhrchen mitzunehmen und daheim zu entsorgen.

### Weitere Arten

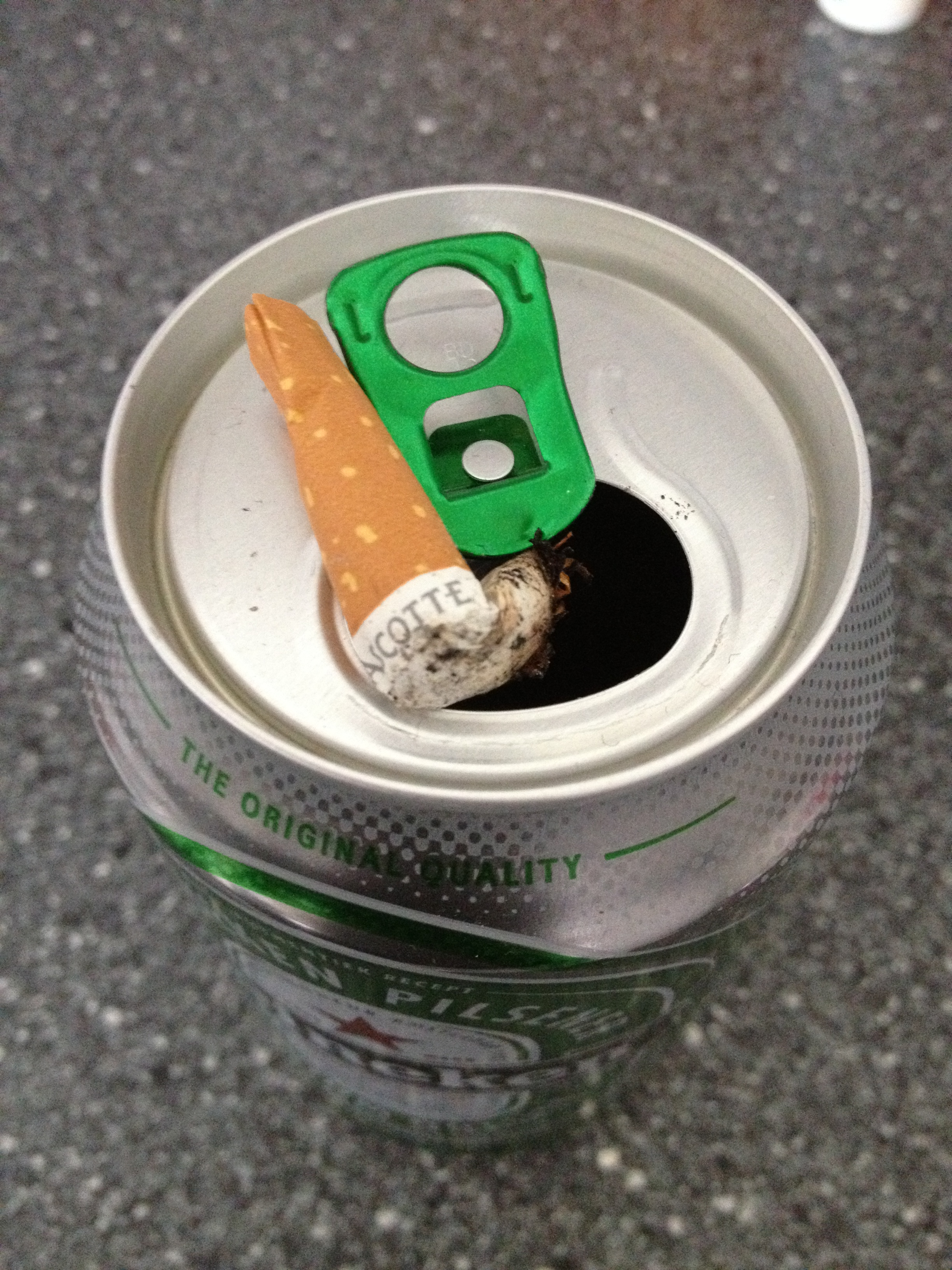
Improvisierter Aschenbecher aus einer leeren Getränkedose

Es gibt Aschenbecher mit einer Mechanik, die ermöglicht, die Asche ins Innere zu befördern, um weiteren Kontakt zu verhindern. Weiterhin gibt es verschließbare Taschenaschenbecher für unterwegs, und solche, die zum einmaligen Gebrauch konzipiert sind. Diese bestehen meist aus beschichtetem Papier oder Aluminiummaterial.

### DIY und improvisierte Aschenbecher
Bekannt sind improvisierte Aschenbecher, die z. B. aus mit Sand gefüllten Gläsern, Dosen oder Bechern bestehen können. Gleichermaßen lassen sich aus metallischen, gläsernen oder keramischen Gefäßen sowie selbst aus Metallfolien leicht improvisierte Aschenbecher herstellen.

## Geschichte des Aschenbechers
Die ersten bekannten Aschenbecher wurden von den alten Ägyptern verwendet. Sie waren aus Stein oder Ton gefertigt und trugen oft Hieroglyphenmuster. Aschenbecher waren auch im antiken Rom bekannt, wo sie oft aus Bronze oder Messing hergestellt wurden. Im mittelalterlichen Europa waren Aschenbecher manchmal aus Zinn. Anfang des 20. Jahrhunderts war das Rauchen noch weiter verbreitet und Aschenbecher wurden zu häufigen Gebrauchsgegenständen. Zu bekannten Aschenbechersammlern gehörte die österreichische Opernsängerin Friedl Pöltinger (1919–1997). Mit schwindender gesellschaftlicher Akzeptanz des Rauchens begann ihre Verbreitung und Nutzung Anfang der 2000er Jahre zurückzugehen.

## Aschenbecher als Designobjekte
Viele namhafte Designer haben auch Aschenbecher entworfen:

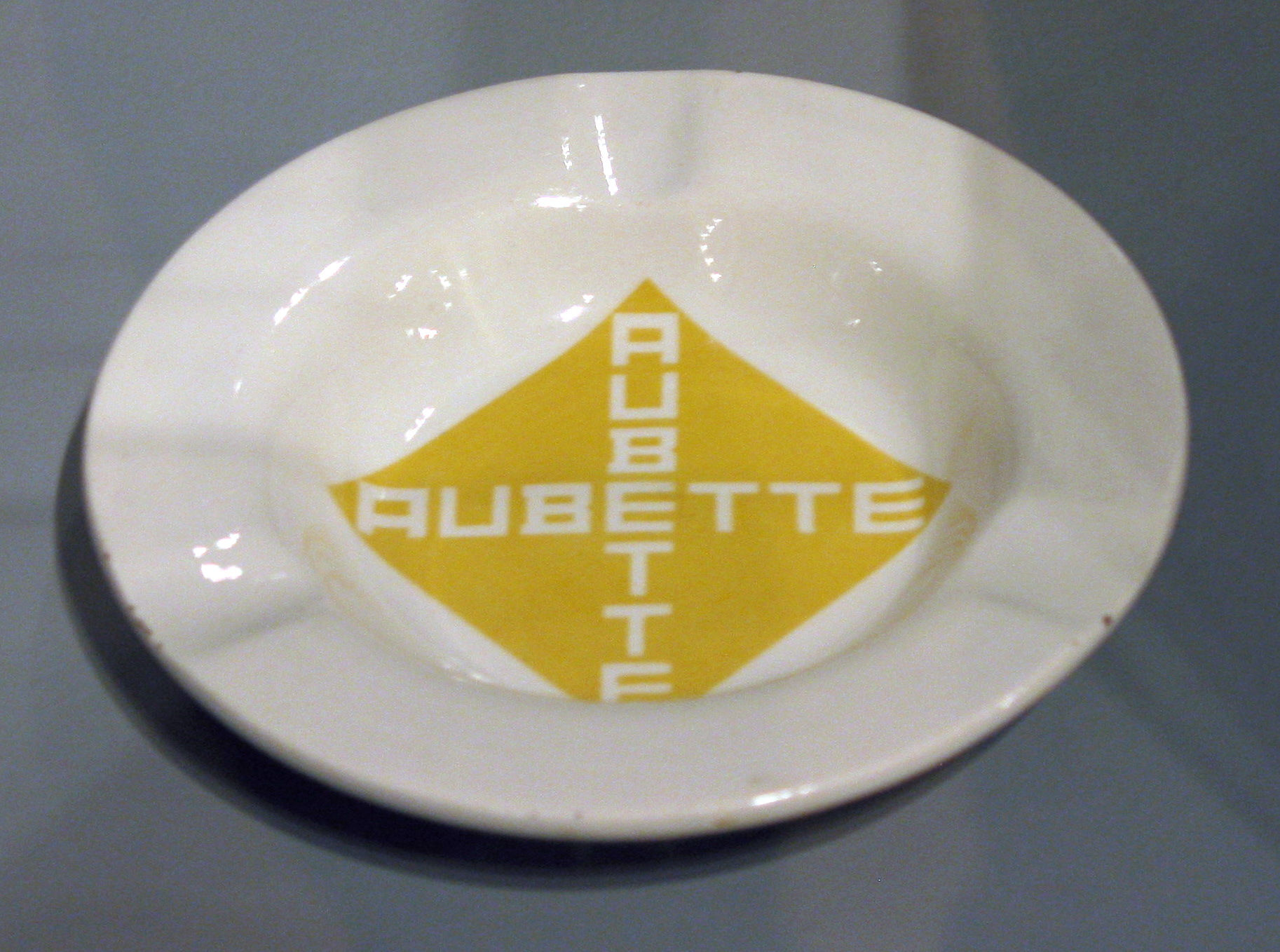
Theo van Doesburg (1927)
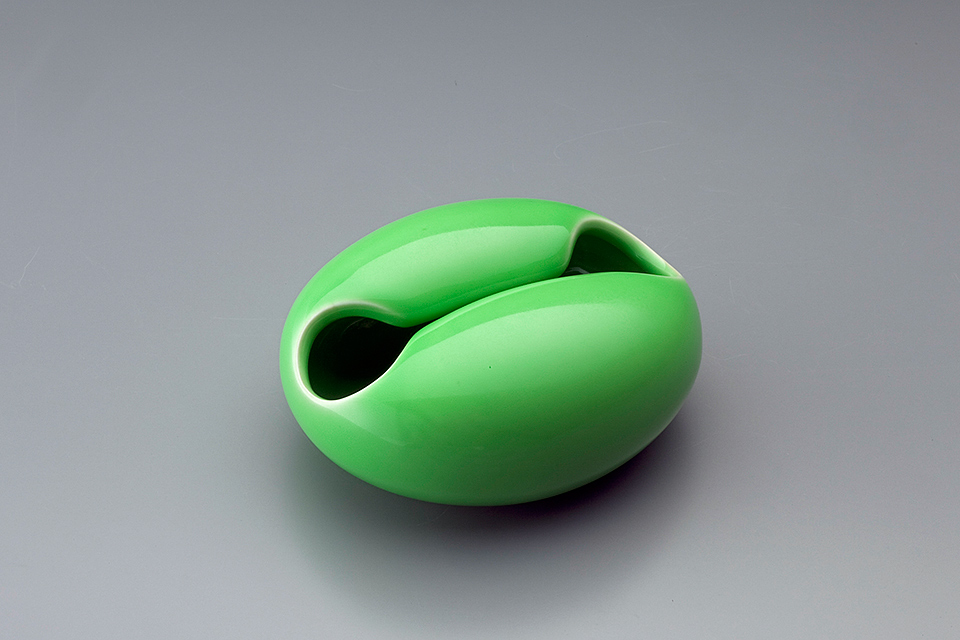
Masahiro Mori (1966)
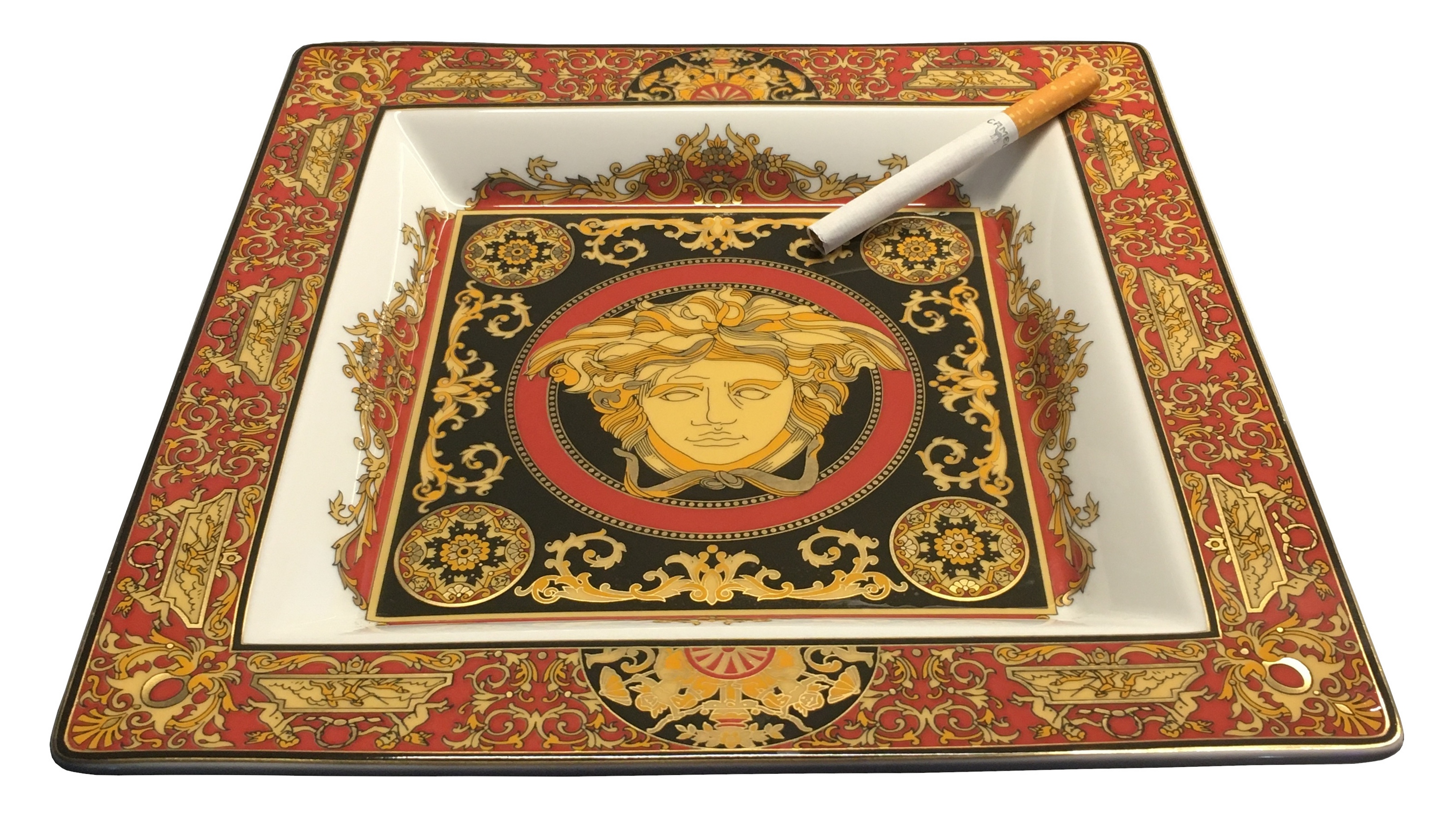
Großformatiger (22 cm × 22 cm) Aschenbecher von Versace, hergestellt von Rosenthal

## Werbeaufdrucke

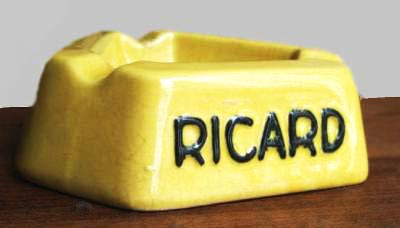
Aschenbecher mit Werbung

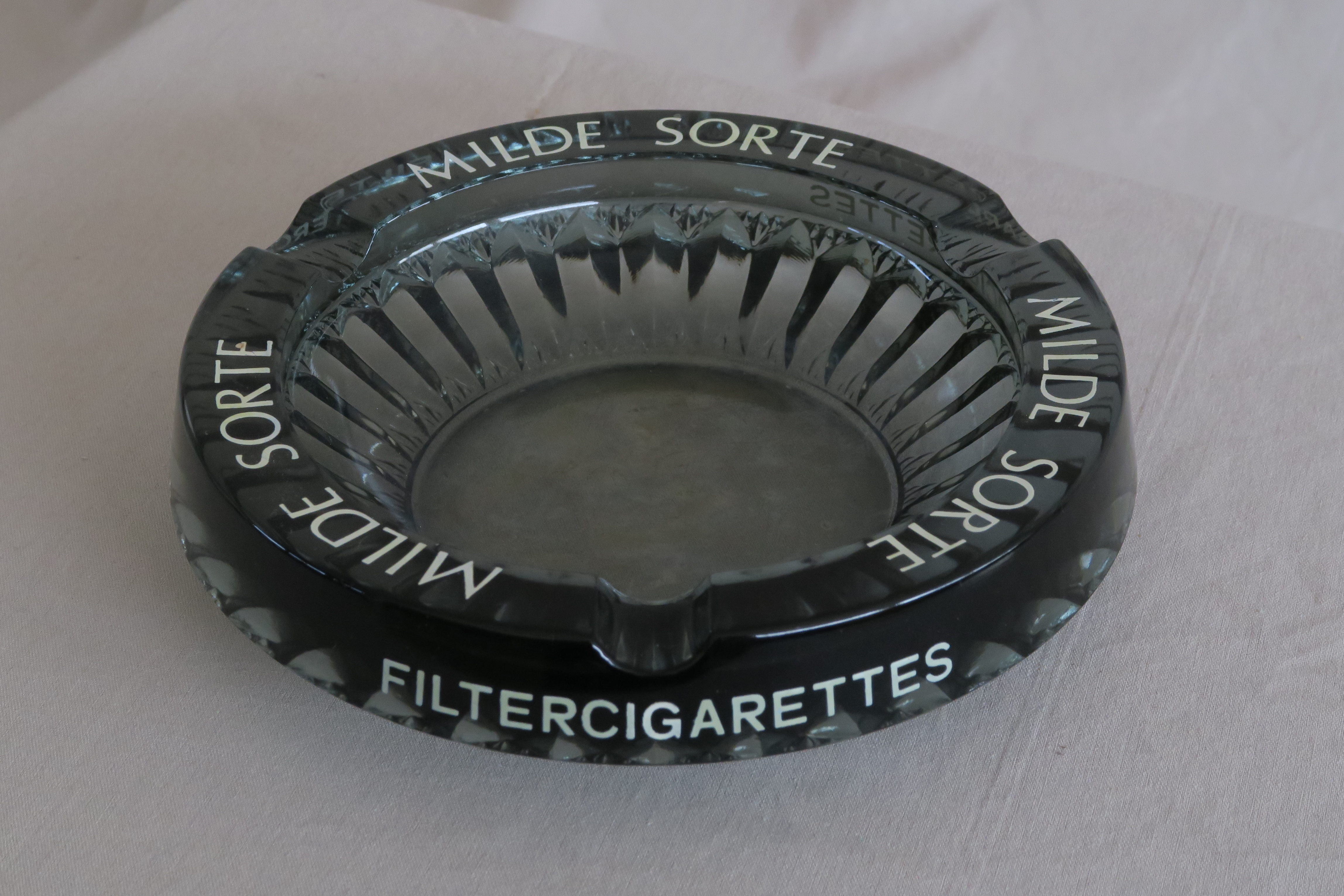
Ehemalige Zigarettenwerbung

Häufig werden mit Logos einer Tabakmarke versehene Aschenbecher in Gaststätten oder Restaurants von der Zigarettenindustrie oder einem Tabakgroßhandel gestellt, um mehr Raucher zum Kauf ihrer Marke zu bewegen. Auch Unternehmen aus anderen Bereichen nutzen diese Möglichkeit der Werbung, wie beispielsweise Brauereien oder Taxiunternehmen. Außerdem werden Aschenbecher häufig als Werbegeschenke eingesetzt.